# ليون كورت
ليون كورت (بالإنجليزية: Leon Cort)‏ (مواليد 11 سبتمبر 1979 في ساوثوارك - إنجلترا) لاعب كرة قدم إنجليزي يلعب حاليا لصالح نادي الدرجة الممتازة بيرنلي الإنجليزي منذ 2010 في مركز قلب الدفاع .

## روابط خارجية
- ليون كورت على موقع الاتحاد الدولي (مؤرشف)  (الإنجليزية)
- ليون كورت على موقع قاعدة بيانات كرة القدم.إي يو (الإنجليزية)
- ليون كورت على موقع ناشيونال فوتبول تيمز (الإنجليزية)
- ليون كورت على موقع Soccerbase.com (لاعب) (الإنجليزية)
- ليون كورت على موقع Soccerway.com (الإنجليزية)
- ليون كورت على موقع عالم كرة القدم.نت (الإنجليزية)
- ليون كورت على موقع كووورة
- ليون كورت على موقع AS.com (الإسبانية)